# Brown, Ewing & Co.
Brown, Ewing & Co. was een warenhuis in Dunedin in Nieuw-Zeeland. Het bedrijf was actief van 1866 tot de overname in 1959.

## Geschiedenis
In 1866 kochten Thomas Brown en Ralph Ewing de textielwinkel Ross & Glendining in Dunedin, waarna de winkel werd hernoemd tot Brown, Ewing & Co. In 1893 ging Ewing met pensioen, waarna Brown de zaak alleen verder exploiteerde. Rond de eeuwwisseling telde de winkel zo'n 200 medewerkers. In 1902 werd de winkel verkocht door Brown, maar werd daarna onder dezelfde naam verder gevoerd. Vanwege het succes moest de winkel diverse keren uitbreiden en verhuizen. In 1955 name Brown, Ewing & Co het warenhuis A & T Inglis Ltd. over. In 1959 werd de winkel overgenomen door de warenhuisketen Hays. De winkel werd in hetzelfde jaar gesloopt.